# 頸城鉄道線

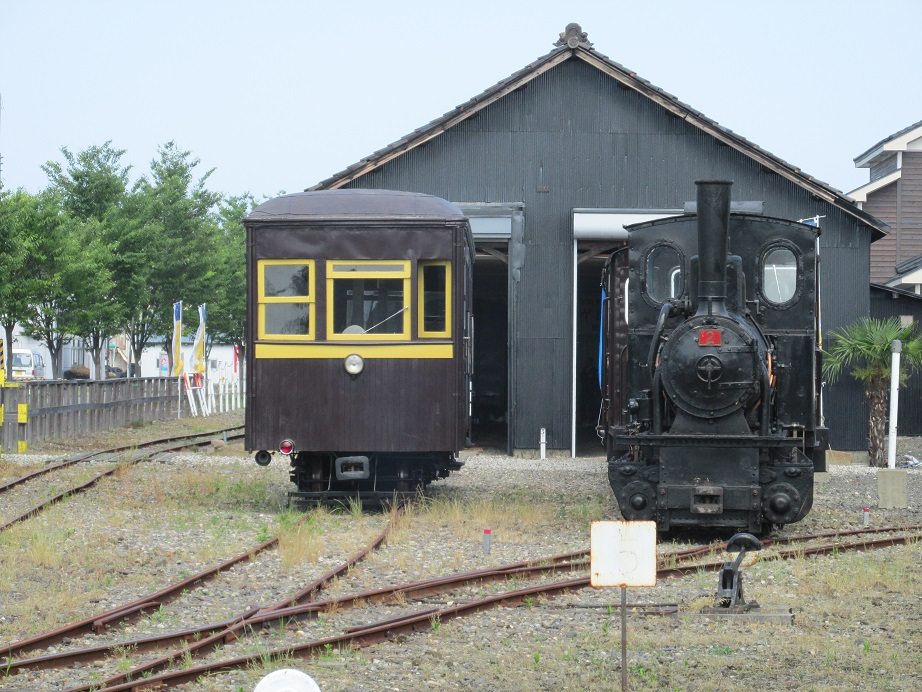
2号蒸気機関車とホジ3号気動車。くびき野レールパークにて（2014年）

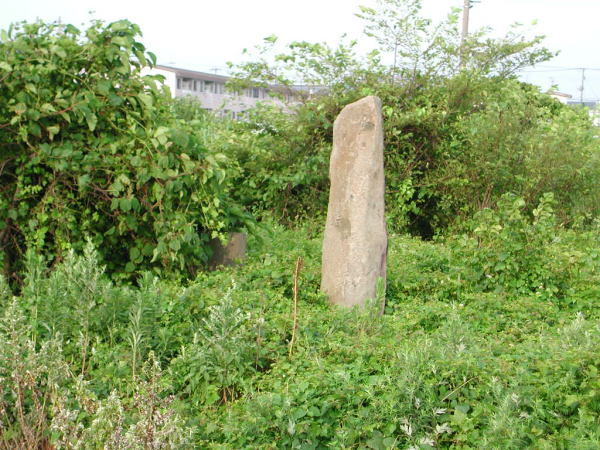
頸城鉄道線新黒井駅跡の碑
黒井駅そば

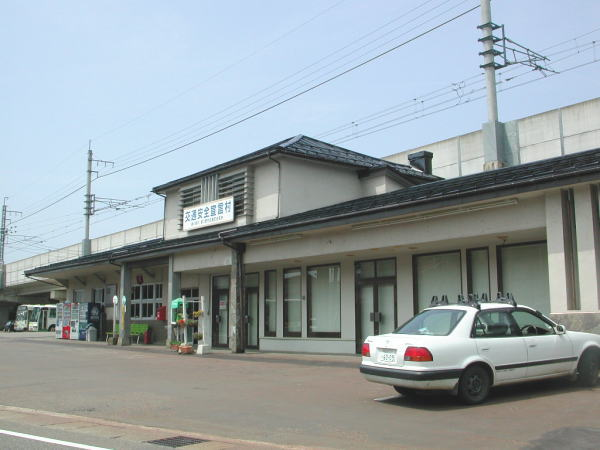
旧頸城鉄道線浦川原駅
廃線後に頸城バスの営業所に転用
現在は東頸バス本社
（ほくほく線うらがわら駅徒歩約5分）

頸城鉄道線（くびきてつどうせん）は、かつて頸城鉄道自動車（現・頸城自動車）が運営していた、新潟県直江津市の新黒井駅と東頸城郡浦川原村（いずれも現・上越市）の浦川原駅を結んでいた軽便鉄道路線。地元の利用者や鉄道ファンの間では、「頸城」のイニシャルを表す「K」を丸で囲った社紋（Ⓚ）にちなんで「まるけい」と呼ばれていた。1971年に全面廃止された。
日本有数の豪雪地帯を走るため、開業からの23年間の全休日は延べ125日（平均5.4日/年）で全休日のない年は6年しかなく、間引き運転を強いられた半休日も23年間で273日（平均11.9日/年）に及んだ。しかし路線バスは1933年の浦川原 - 高田間全休日が116日に達するなどより深刻で、そのため頸城鉄道は除雪体制・道路の整備が成る1971年まで存続した。
線内では製造元にちなんで「コッペル」の愛称で親しまれた2号蒸気機関車が使用され、1966年5月に引退後、1972年5月から5年間、西武鉄道山口線で余生を過ごし、現在は同市頸城区百間町に保存されている。また廃線後、線路敷の一部には北越急行ほくほく線の建設用地になった箇所もある（うらがわら駅）。

## 路線データ
- 路線距離（営業キロ）：15.0km
- 軌間：762mm[4]
- 駅数（起終点駅を含む）：10駅
- 複線区間：なし（全線単線）
- 電化区間：なし（全線非電化）
- 閉塞方式：票券閉塞式[3]

## 運行

### 1967年9月10日当時
運行本数
新黒井 - 浦川原間直通列車：7往復
新黒井 - 百間町間区間列車：2往復
新黒井 - 明治村間区間列車：1往復
新黒井 - 飯室間区間列車：1往復
所要
新黒井 - 浦川原間44分

## 歴史
- 1912年（大正元年）8月6日 上越軽便鉄道に対し直江津 - 下保倉間免許[5][6]。
- 1913年（大正2年）4月6日 頸城鉄道株式会社設立[7][4][8]。
- 1914年（大正3年）10月1日 新黒井 - 下保倉間 (13.8km) が開通[4]、途中に北四ツ屋・百間町・上森本・飯室の各駅を設置[9][10]。
- 1916年（大正5年）5月5日 下保倉 - 浦川原間 (1.2km) 開通により全線開通[4][10][11][12]。
- 1919年（大正8年）8月20日 上森本駅を明治村駅に改称[13]。
- 1924年（大正13年） 鉄道営業のピーク。以後、バス事業、国鉄の新線開通により下降線を辿る。
- 1926年（大正15年）8月7日 ガソリン動力併用認可[4]。同年から気動車導入。
- 1927年（昭和2年） 国鉄十日町線（現飯山線）の開通により、松代方面からの乗客が減少。
- 1929年（昭和4年）8月1日 バス事業を開始[4]。浦川原-直江津間に1日4往復。
- 1930年（昭和5年）9月1日 大池駅を設置[10][14]。
- 1931年（昭和6年）
  - 国鉄上越線の開通によって松代方面の乗客の減少にさらに拍車[4]。
  - 4月 合理化により北四ッ屋・下保倉の両駅を無人化。
  - 5月 本社を黒井から百間町に移転。
- 1943年（昭和18年） 貨物輸送量のピーク。
- 1944年（昭和19年）5月5日 交通統合により頸城鉄道から頸城鉄道自動車に改称[15]。
- 1946年（昭和21年） 鉄道部門の営業収支が初めて赤字計上。これ以後、黒字に転化することは廃止までなかった。
- 1955年（昭和30年）4月7日 鵜之木・花ヶ崎停留所を新設[10]。
- 1968年（昭和43年）10月1日 新黒井 - 百間町間 (5.4km)、飯室 - 浦川原間 (3.7km) を廃止[4][10][11]。
- 1971年（昭和46年）
  - 5月2日 百間町 - 飯室間 (5.9km) 全線廃止[4][10]。
  - 6月1日 頸城自動車に社名を変更[4][16]、鉄道部門を完全に事業廃止。

なお、1968年（昭和43年）10月1日の部分廃止によって国鉄線との連絡がなくなった後、『交通公社の時刻表』（現『JTB時刻表』JTB発行）や『ダイヤエース時刻表』（現『JR時刻表』交通新聞社発行）をはじめとする全国版時刻表から当路線の路線図・時刻・運賃が一切掲載されなくなった。それから廃止までの約2年半の間は、時刻表の上では「幻の鉄道」と化していた。
浦川原駅から先の安塚村への延伸計画が存在したが1915年に免許が失効した。

## 駅一覧
新黒井駅（しんくろい） - 北四ツ屋駅（きたよつや） - 百間町駅（ひゃくけんまち） - 鵜之木駅（うのき） - 明治村駅（めいじむら） - 花ヶ崎駅（はながさき） - 大池駅（おおいけ） - 飯室駅（いいむろ） - 下保倉駅（しもほくら） - 浦川原駅（うらがわら）
百間町駅前には頸城鉄道の本社が置かれていたが、1963年に本社を直江津市に移転した。また、同駅は列車交換が可能で車庫も併設。明治村・飯室の両駅は列車交換が可能で、浦川原駅は転車台や留置線も併設していた。

### 接続路線
- 新黒井駅：日本国有鉄道（現・東日本旅客鉄道）信越本線（黒井駅）
  - 両駅間は構内踏切で接続していた[4]。

## 所属車両

### 蒸気機関車

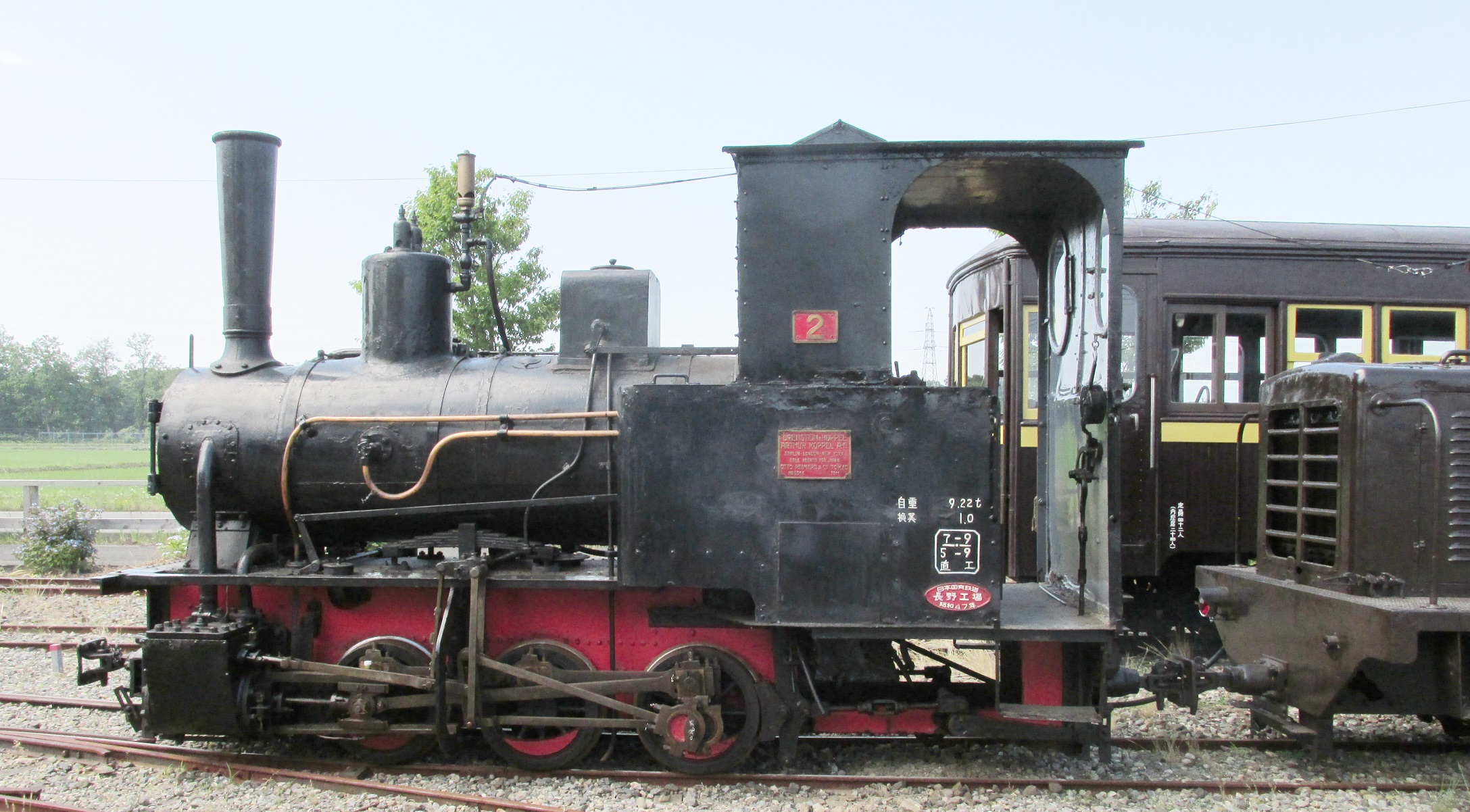
（新）2号蒸気機関車（くびき野レールパーク保存車）

1号機
開業時に購入した車両。ドイツのオーレンシュタイン・ウント・コッペル社（以下コッペル社）で1914年に製造された6.6トンB型機、製造番号7127。1954年にDC92に改造。当初は同形機3両を導入の予定だったが資金面で残り2両は5トン機に変更された。なお製造番号7129も頸城鉄道から発注されていたがキャンセルされ、後に日本硫黄耶麻軌道3号機となった。
2号機（初代）、3号機（初代）
開業時に購入した車両。コッペル社で1914年に製造された5トンB型機、製造番号7717・7718。シリンダーが第1動輪と第2動輪の間にあるなどかなり特殊な構造で、恐らく日本ではこの2両のみ。
2号機は1918年に鉄道材料社に売却、1922年に樺太の東大演習林へ、1927年に北海道演習林へ移ったが、あまり使われずに1944年に廃車されスクラップとして売却された。
3号機は1915年に東京車輛工務所を経由して流山軽便鉄道に転出（後の2号機（2代）との交換）して同鉄道の1号機となり、1922年に永井弥五郎商店に売却、以後の動向は不明。
4号機→3号機（2代）→2号機（2代）
コッペル社で1911年に製造された9.2トンC型機、製造番号5044。もとは大丸組が工事用に購入した機関車で、流山軽便鉄道に譲渡された後1915年に初代3号機と交換で頸城鉄道に移籍して4号機となり、後に3号機、1918年に2号機に改番された。DC123の譲受後は予備車となり1966年に廃車された。1972年から1977年にかけては西武鉄道山口線に貸し出され、返却後は元百間町車庫で保管され現存している。
3号機（3代）
協三工業で1945年に製造された8トンB型機、1949年に仙台鉄道から購入。仙台鉄道時代からボイラーの調子が悪く、また重心が高いため脱線の際にバランスを崩して横転する癖があり、乗務員に嫌われたという。1951年に脱線横転する事故を起こし、予備機となった後1952年に後述のDB81に改造された。

### 内燃機関車

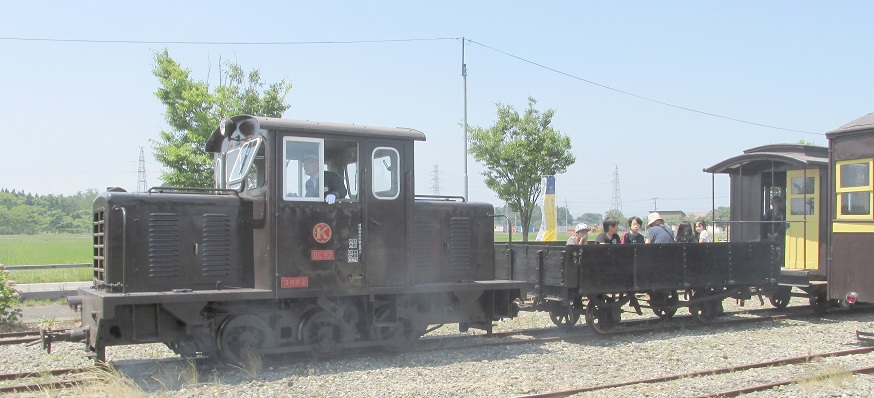
DC92号機関車（くびき野レールパーク保存車）

DB81
3号機（2代）の下回りを土台に1952年に改造した8トンB型機で、出力130 PS。後に協三工業にて台枠、逆転機、後軸の改造を受けた。
DC92
1号機の輪軸を利用して1954年に協三工業で製造された9トンC型機で、出力130 PS。
DC123
1953年に日立製作所で製造された12トンC型機で、出力143 PS。1960年に廃止された十勝鉄道から譲受し、主に冬季の除雪に重宝されたがエンジントラブルが多く、乗務員の評判はよくなかった。

### 内燃動車
最多時4両が在籍。全車木造車で、当初すべてガソリン動車。後年、ホジ3のみディーゼル動車に改造された。

#### 単端式気動車
最初に導入されたのは定員20名の単端式気動車で1926年・1927年に各1両ずつが丸山車輛で製造。車体のみならず台枠も一部を木造とする。当初重量はいずれも2.07tを公称したが、丸山では類似車で寸法・定員の異なる他社向け車も一律2.07tを公称したため、実態とは異なる可能性が高い。エンジンは当初、丸山が多用したフォード・モデルT用2.9L4気筒(18HP/1,000rpm、20HP/1,500rpm)を専用2速変速機ともども搭載、プロペラシャフトとウォームギアを介して後軸を駆動した。
鉄道省監督局が1928年に実施したガソリン動車運行私鉄へのアンケートで、頸城鉄道は「現在使用する車両は輸送量の少ない路線には問題ないが、国鉄線に接続し連絡客の多い路線には不適当ではないか」という趣旨の回答を行っており、小型車では輸送力不足であった様子がうかがわれる（後年のホジ3・4製作の動機とみられる）。
1935年11月4日認可でエンジンを中古のシボレー1928年型用2.8L4気筒（18.4HP/1,000rpm、22HP/2,200rpm）に換装（フォードT専用の足踏み2段変速機はこの時点で手動3速式に変更必須となる）。その後、1942年7月30日認可で再度エンジンをフォードA型3.3L4気筒(30HP/1,300rpm)に換装、同時に浅川式ガス代燃炉付の木炭車となり（このため実出力はガソリン燃料の本来より低下）、車体左側出入口の拡幅を実施。実際の改造は同時期の多くの私鉄同様、認可に先行していたと推定される。戦後はガソリンカーに復元された。
丸山製単端車は木造車のため構造が脆弱なものが多く1930年代末期までに廃車された例が多かった中、頸城の2両は九十九里鉄道キハ102-104（1926年製）と並んで改装を重ね長寿を保ち、戦後は予備車化したが昭和30年代まで運用された。
ジ1
2.07t（後年3.0t）、定員20名、1926年製造。戦後はエンジンをいすゞ製ガソリンエンジンのDG32（4.4L6気筒 定格50PS 最大85PS）に換装、ボンネット前方突出し・チェーン2軸連動となり、車体全面に鋼板張り工事が行われた。1961年廃車。
ジ2
2.07t（後年2.1t）、定員20名、1927年製造。戦後は前面のみ鋼板張りとなったがジ1ほどの手は入れられず、丸山単端車の原型を多く残してボンネットを持たなかった。1956年廃車。

#### ボギー式気動車

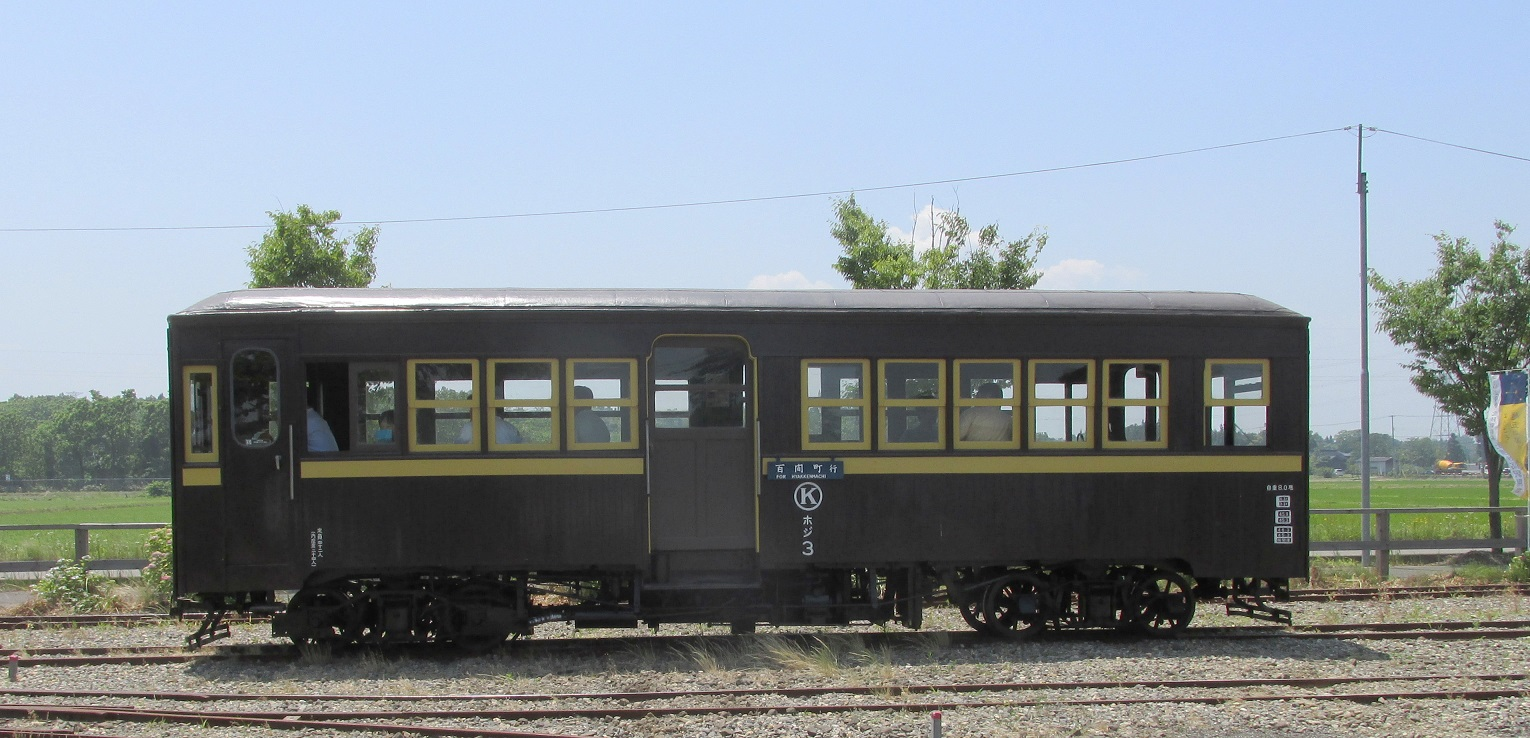
ホジ3号気動車（くびき野レールパーク保存車）

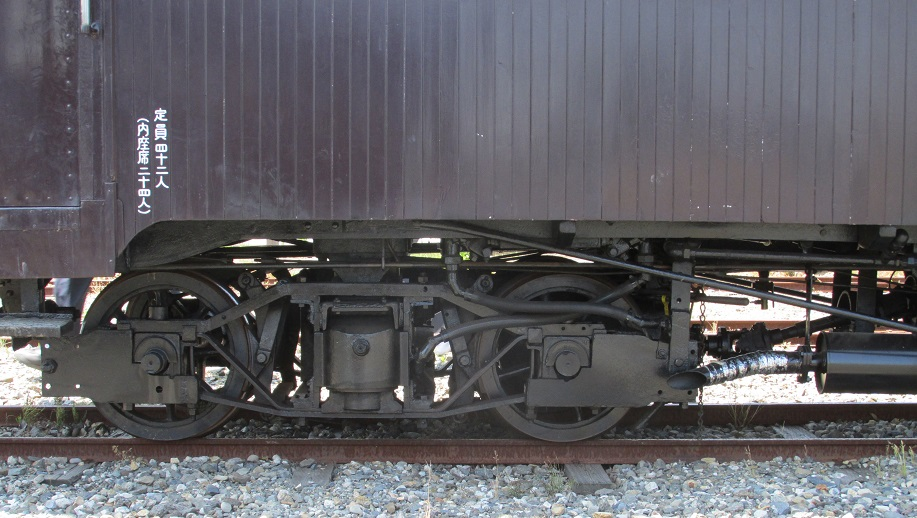
ホジ3号の客車改造台車

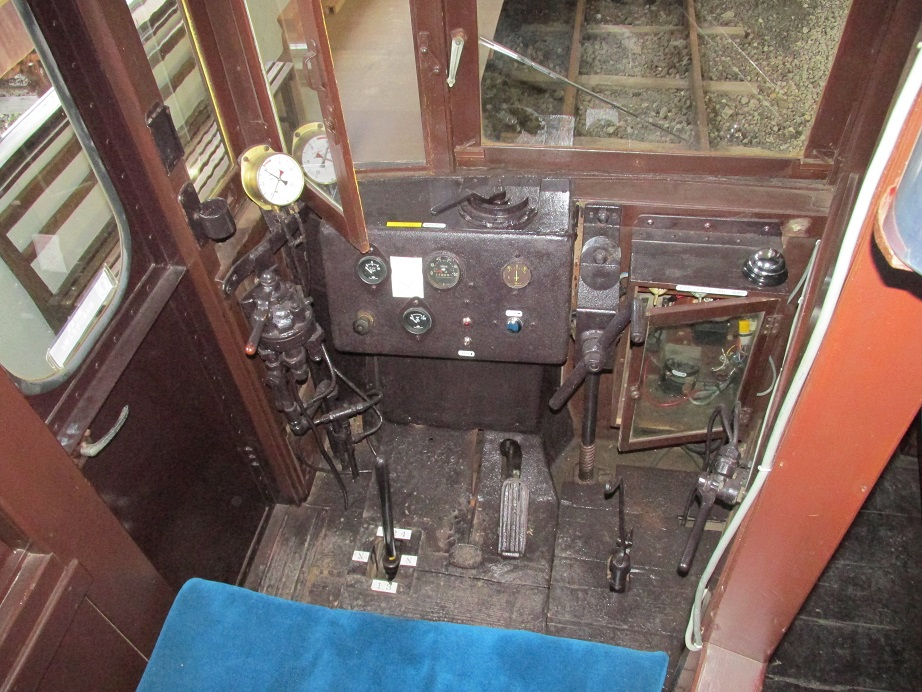
ホジ3号の運転席

単端式車の輸送力不足から、より輸送力のある大型気動車を製作することになり、既存の畳敷き特別客車ホトク1がほとんど稼働せずに余剰化していたため、これを自社百聞町工場で改造し両運転台ガソリンカーのホジ3とした。両端オープンデッキを残しロングシート客室化したが、車体に大きく手を加えるのを避けるため、デッキ外妻のガラス窓に加え進行方向右側の内妻にもガラス窓を設け、客室内に置いた運転台から二重のデッキ窓と貫通路を通して前方を視認するという、ほとんど他例のないレイアウトを採用した。客車時代そのままにトラス棒も存置された。
頸城鉄道はこの改造を1931年9月に鉄道省に設計申請したが、提出書類内容がずさんで大量の不備指摘を喰らい、1932年3月17日にもなって引換申請するという事態に至った。最後は鉄道省側が「（頸城鉄道に）繰り返し照会・督促したが、満足な書類が得られなかった。つまるところ会社にまともな技術者がいないようである」という趣旨のあきれ気味な文面を記し、後日監査の機会に指摘するという当座の目こぼし的処断で、昭和6年度内ぎりぎりの1932年3月28日に設計変更認可が下りた。
ホジ3の成績を受けて1936年にホハ3の改造でホジ4を増備。機構や特異なデッキ内側運転台はホジ3を踏襲している。これらボギーガソリンカー2両は輸送力の大きさで主力となった。
戦後、ホジ4は客車に復元されたが、ホジ3はディーゼル化・デッキ廃止及び客室延長・運転台の旧デッキ部への移設及び乗務員扉の設置・車体中央に乗降口を新設などの大改造を受けつつ、1971年の鉄道廃止まで気動車として運用された。
ホジ3
8.0t（改造当初6.15t）、定員42名、1931年（書類上は認可後の1932年4月）に自社工場にてホトク1を改造。当初は中古のハドソン4.85L直列6気筒(40.5PS/1,500rpm)を搭載、客車時代からの日本車輛製野上式ボギー台車に逆転器取付改造・チェーン2軸連動改造を施して動力台車化。変速機は当初3段式で、ジ1・2と同じ1935年11月4日認可でフォードA型4気筒にエンジン換装（名目上の日付と見られる）。戦後の1951年10月、車体両端デッキを廃止して車端まで客室を延長、運転台を旧デッキ部へ移設、車体中央にステップ付乗降口を設置、前面非貫通化などの大改造を施され、左右非対称3枚窓の前面を持つ車端片隅運転台車となる。エンジンは「統制型ディーゼル」の系統である予燃焼室式ディーゼルエンジンのいすゞDA45・5.1L直列6気筒(90PS/2,600rpm)に換装され、床下に収まらないためヘッド周りを覆う「木箱」状のカバーが客室床に突出した。変速機は機械式のままだが4段式となっている。動台車の2軸連動はチェーンから蒸気機関車のようなロッド式になったが、後年外されて1軸駆動となった。1957年に空気ブレーキ装備改造。トラス棒付きの木造車体はそのままに、1971年の全線廃止まで一貫して主力車として運行された。
ホジ4
6.25t、定員46名、1936年6月11日改造認可、自社工場にてホハ3を改造。当初からフォードA型エンジンを搭載。その他多くの仕様はホジ3に準じる。ディーゼル化されることなく1952年に再び客車（ホハ5）に戻されたが、客車に戻った後も内妻のガラス窓はそのままでガソリンカー時代の名残を残していた。

### 客車

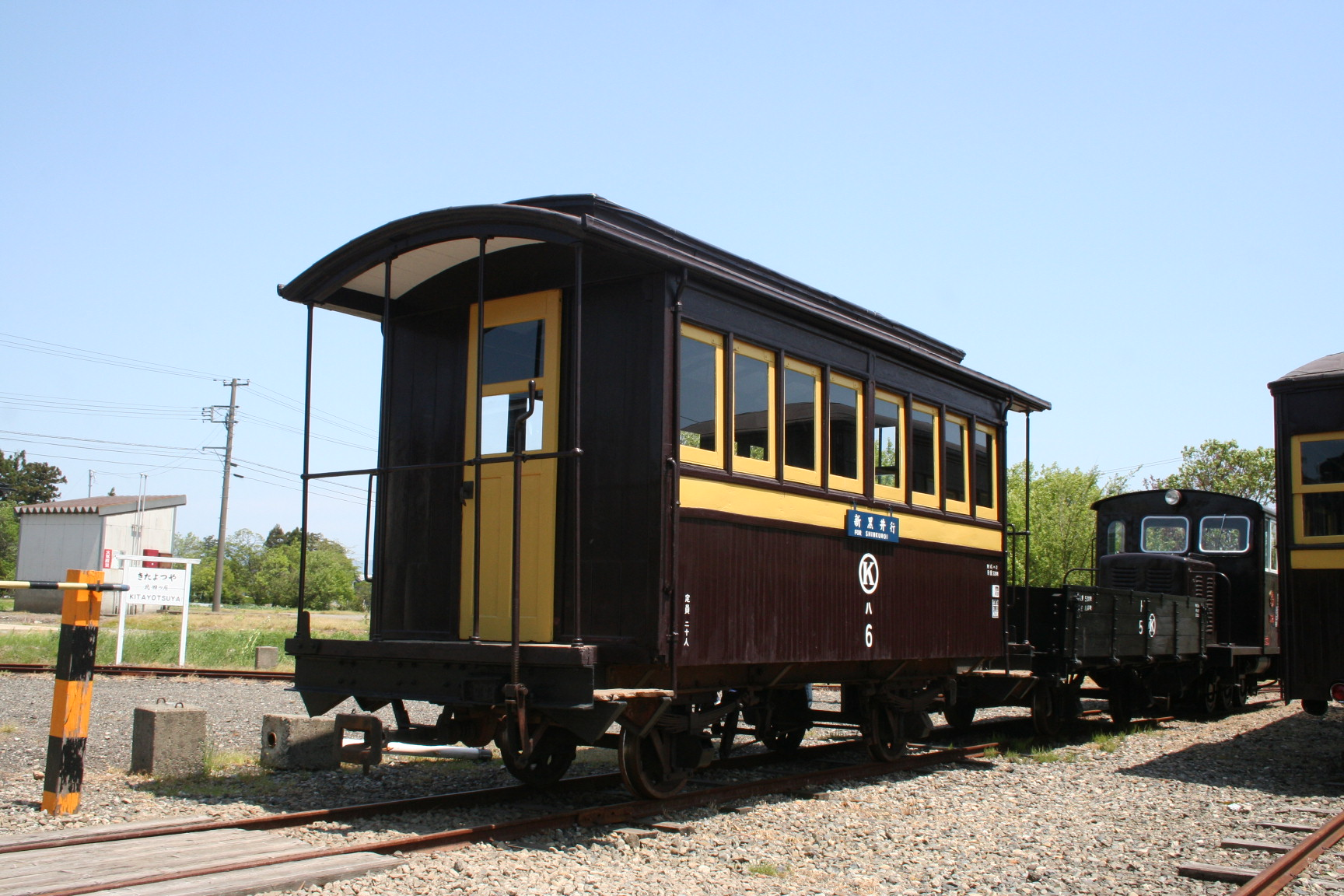
ハ6客車（くびき野レールパーク保存車）

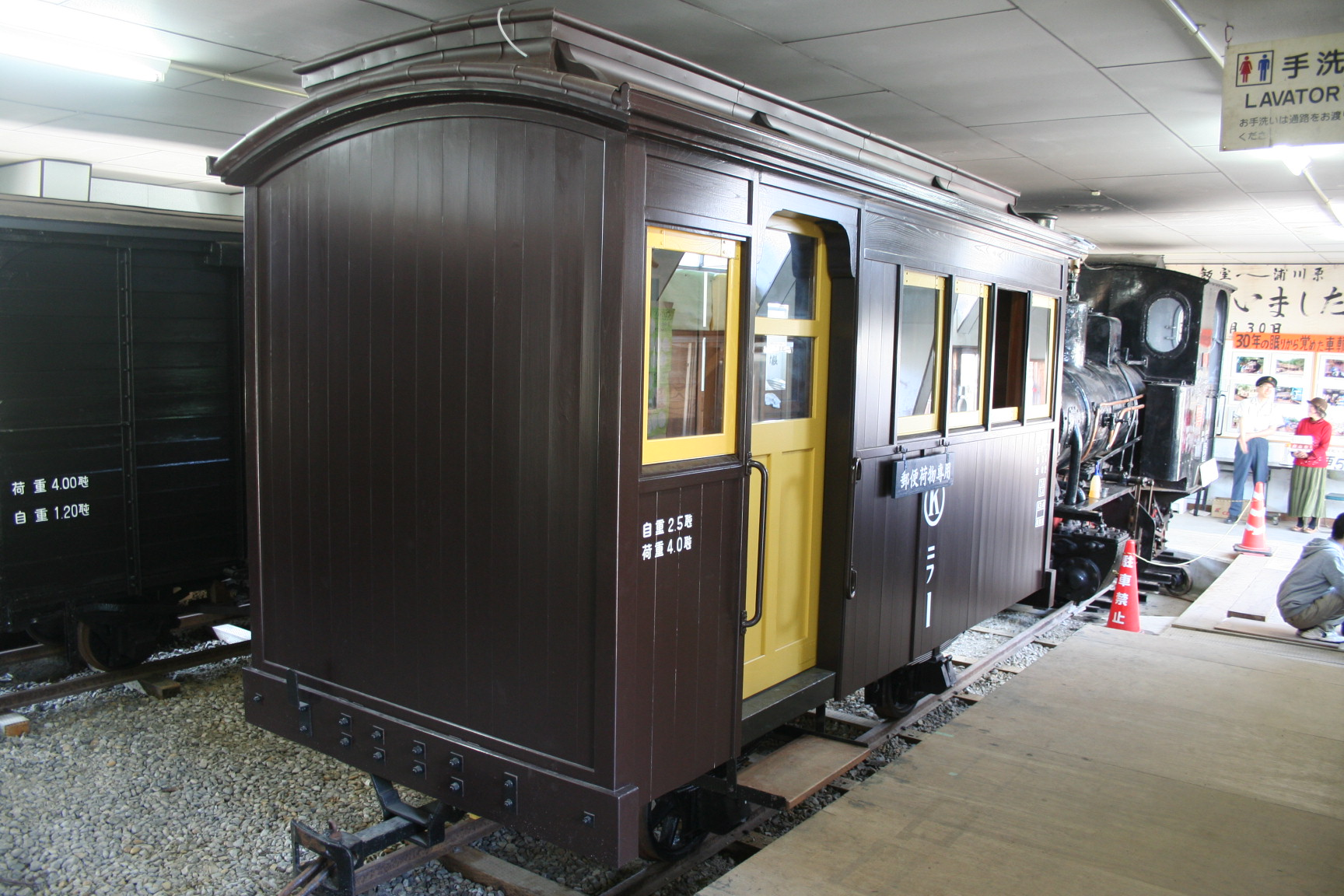
ニフ1荷物車（くびき野レールパーク保存車）

ホハ1・2
開業時に用意した車両で1914年に日本車輌製造で製造、自重5.97トン、定員56名のボギー式4軸車。ホハ1は1954年に腰羽目板を鉄板化改造。
ホロハ1→ホハ3→（ホジ4）→ホハ5、ホロハ2→ホハ4
開業時に用意した車両で1914年に日本車輌製造で製造、自重5.99トン、定員42名のボギー式4軸車。
1931年に二等廃止によりホロハからホハに改称・改番。ホハ3は1938年にホジ4に改造され、1952年に客車復元しホハ5となる。ホハ5諸元は自重5.97トン、定員56名。ホハ4・ホハ5共に1954年に腰羽目板を鉄板化改造。
ホトク1→（ホジ3）
開業時に用意した車両で1914年に日本車輌製造で製造、畳敷きの特別車両で趣味誌でも取り上げられた。1932年にホジ3に改造。
ハ4→ニフ1、ハ5（初代）
1919年に魚沼鉄道から購入した車両で製造は青梅鉄道工場、自重2.15トン、定員20名の2軸車。ダブルルーフの箱型車体で両側面に窓1つ分の幅の開き戸が1つずつあった。ハ5は後に魚沼鉄道から購入した客車に改造名義で置き換えられた。ハ4は1950年に扉を開き戸から幅を広げた引き戸に改造、腰羽目板を鉄板張りとし、1958年からは荷物専用車のニフ1となり部分廃止まで活躍した。荷重4トン。
ハ5（2代）、ハ6
1949年に購入した元魚沼鉄道の車両で製造は青梅鉄道工場、自重3.2トン、定員20名の2軸車。ダブルルーフのオープンデッキつきで、主に多客時に運用され部分廃止と同時に廃車された。

### 貨車

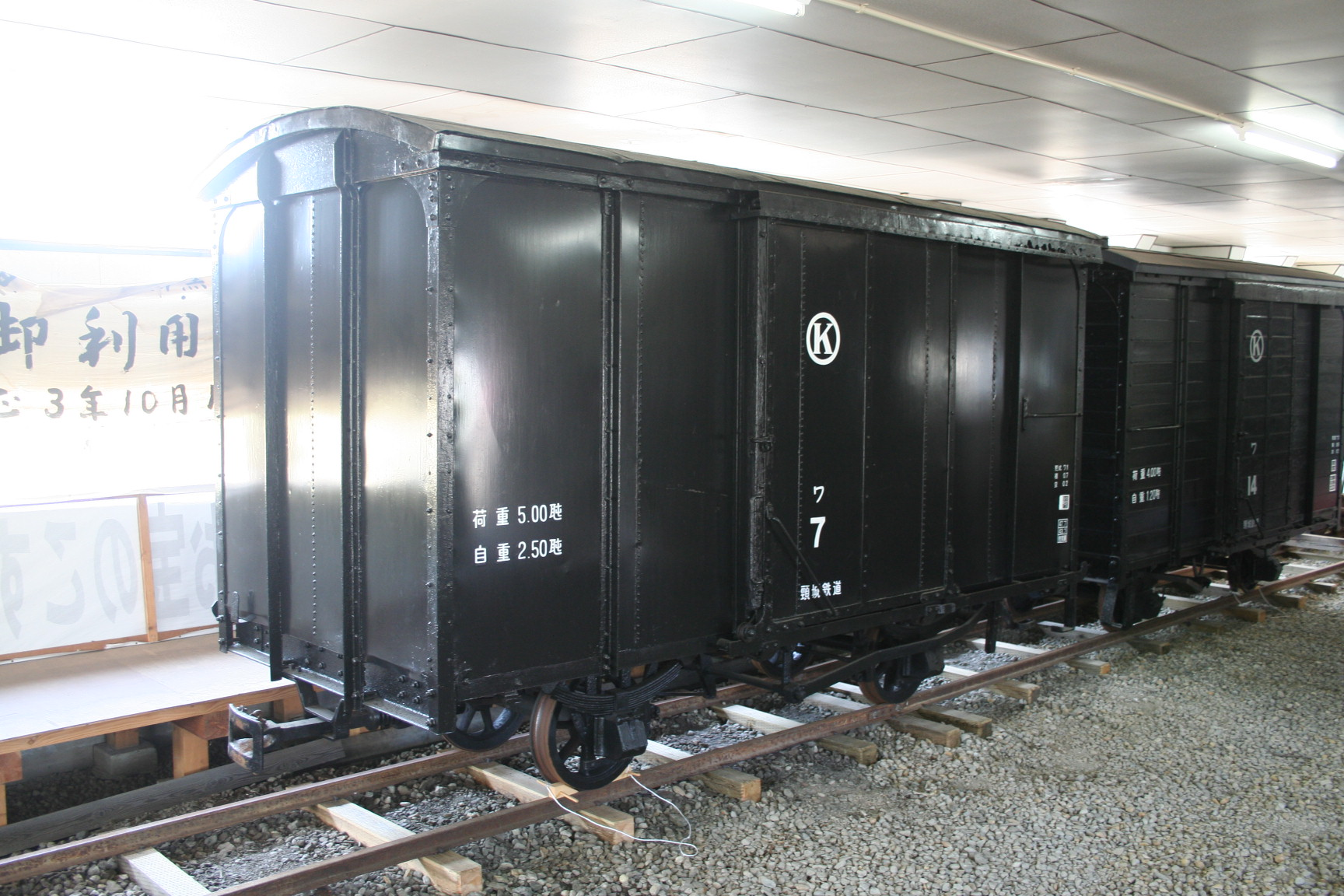
ワ7有蓋貨車（くびき野レールパーク保存車）右側の貨車はワ14

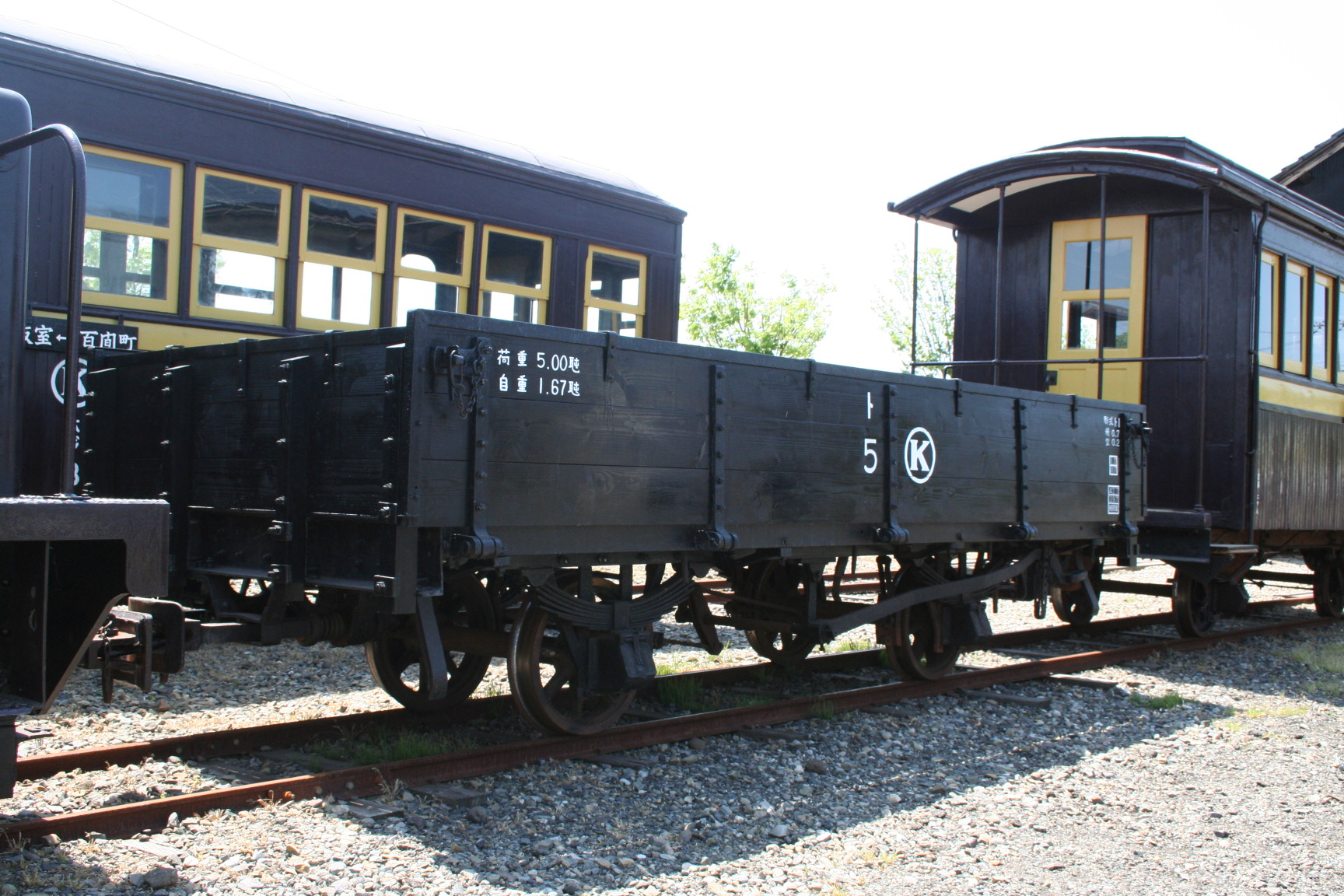
ト5無蓋貨車（くびき野レールパーク保存車）

ワ1 - 11、ワ12（初代）→（ロキ1）
開業時に用意した車両で1914年日本車両製造、自重2.28トン、荷重5トンの木造2軸有蓋貨車。
ワ12は1917年に排雪車ロキ1に改造、ワ7は1959年、ワ10は1960年に鉄板張りに改造。
ワ12（2代）、ワ13
1949年に国鉄から譲受した車両で、自重2トン、荷重4トンの木造2軸有蓋貨車。元国鉄松浦線ケワ233・234。
ワ14
1949年に国鉄から譲受した車両で、自重1.2トン、荷重4トンの木造2軸有蓋貨車。元国鉄魚沼線ケワフ100。
ワ15・16
1949年に国鉄から譲受した車両で、自重1.5トン、荷重4トンの木造2軸有蓋貨車。元国鉄魚沼線ケワ150・151。
ト1→トフ1、ト2・3、ト4→トフ4、ト5・6
開業時に用意した車両で1914年日本車両製造、自重1.67トン、荷重5トンの木造2軸無蓋貨車。ト1・4は後年ハンドブレーキを装着し改称。

### 排雪車・除雪車
ロキ1
1937年に自社工場でワ12（初代）を改造したロータリー式排雪車で、自重5.5トン、出力48 PS。
ラキ1
1951年に自社工場で国鉄魚沼線から譲り受けた有蓋貨車を改造したラッセル式除雪車で、自重4.5トン。後年車体幅を縮めて可動翼を追加する改造を受けている。

### 車両数の推移
| 年度      | 機関車 | 機関車 | 内燃動車 | 客車 | 貨車 | 貨車 |
| 年度      | 蒸気   | 内燃   | 内燃動車 | 客車 | 有蓋 | 無蓋 |
| --------- | ------ | ------ | -------- | ---- | ---- | ---- |
| 1914-1917 | 3      |        |          | 6    | 12   | 6    |
| 1918-1925 | 2      |        |          | 8    | 12   | 6    |
| 1926      | 2      |        |          | 9    | 12   | 6    |
| 1927-1930 | 2      |        | 2        | 8    | 12   | 6    |
| 1931-1935 | 2      |        | 3        | 7    | 12   | 6    |
| 1936-1937 | 2      |        | 4        | 6    | 12   | 6    |
| 1946      | 2      |        | 4        | 6    | 12   | 6    |
| 1950      | 3      |        | 4        | 6    | 16   | 8    |
| 1952      | 2      | 1      | 3        | 7    | 16   | 8    |
| 1956      | 2      | 2      | 2        | 8    | 16   | 6    |
| 1960      | 1      | 3      | 2        | 8    | 16   | 6    |

- 鉄道院年報、鉄道院鉄道統計資料、鉄道省鉄道統計資料、鉄道統計資料、鉄道統計各年度版、高井薫平『軽便追想』ネコパブリッシング、1997年、213頁

## 保存車両
現在、頸城鉄道で使用された一部の車両が保存されている（ここでは公にされている車両のみ掲載）。なお1971年の頸城鉄道廃止後に、数両の車輌を熱心な鉄道愛好者が譲り受け、兵庫県内の山中に長年保管していた。2004年、頸城鉄道の有志団体「くびきのお宝を残す会」により里帰りし、くびき野レールパークに保存されている。

### くびき野レールパーク（旧百間町機関庫）
通常は非公開。年に数日設定される定期公開日以外、機関庫への立入や車両の見学はできない。
2号機（蒸気機関車）
廃止後、1972年より西武鉄道に貸し出されるものの、1977年にベルギー製の蒸機が台湾から導入されたことにより再び直江津に戻る。その後百間町の車庫にて保存
DC92
ディーゼル機関車。2006年外装復元、2007年動態化。
ホジ3
ディーセル気動車。2006年外装復元、2012年動態化。
ハ6
モニタールーフやオープンデッキを備える古典車。2006年外装復元。
ニフ1
パーツとして保管していたが、2014年イメージ復元。　明治時代に製造された軽便客車の数少ない生き残り。
ワ7
1959年銅板張り外装に改造。2012年外装復元。
ワ14
国鉄魚沼線から購入。2012年外装復元。
ト5
ト6
ト3の説もある。うち1両は2011年外装復元。
また、2010年より定期公開時に乗車体験イベントを開催しており、係員が添乗しているホジ3やハ6などに乗車して構内を往復できる。なお、このイベントには新潟県内外で活動している愛好家らも協力しており、今後もさらなる動態化へ向けた活動が進められていくようである。

### 新潟県立自然科学館
ハ5
1911年製造。現在は魚沼鉄道ハ2の表記になっている。ハ6と同型

### 羅須地人鉄道協会 まきば線
ラキ1
1951年改造。現在は610mm軌間に改造されている

## 廃止後の状況
前述のように北越急行ほくほく線が1997年に開業した。
このほか、2021年4月現在、頸城自動車によりうらがわら駅と直江津市街を結ぶ路線バスが運行されており、浦川原駅 - 下保倉駅 - 飯室駅間はほぼ廃線跡に沿って進むが、それ以西は経路が異なり、百間町は経由しない（百間町へは別の路線が運行されている）。